# Il mio paese inventato
Il mio paese inventato (Mi país inventado) è un libro autobiografico di Isabel Allende, pubblicato nel 2003.
Il libro è stato tradotto in portoghese, inglese, olandese, francese, croato, turco, neogreco, italiano e numerose altre lingue.

## Trama
Nata in Perù da famiglia cilena Isabel Allende ha sempre considerato il Cile la sua patria, anche se oltre metà della sua vita è trascorsa all'estero. È per questo che oltre alla storia contemporanea del Sudamerica sono i ricordi nostalgici a comporre questo libro autobiografico.
Costretta a fuggire dal Cile dopo il golpe di Pinochet, dove lo zio Salvador Allende morì vittima del colpo di Stato, Isabel Allende con i due figli ed il marito si trasferì in Venezuela. Con la fama letteraria poi, si trasferisce in California col marito e guarda indietro ai suoi anni cileni, alla sua amata patria con tutte le sue stranezze e fattezze.
Il romanzo è narrato in prima persona, con stile semplice, descrittivo e come sempre un po' ironico. Non usa un ordine cronologico, bensì si lascia andare ai ricordi di vita, svelando anche ciò che di vero o alterato è narrato nei suoi libri. Infatti molto della sua vita da adolescente emerge a tratti ne La casa degli spiriti, come la figura imponente del nonno, o quella grondante della bisnonna, e anche il padre che spesso nei suoi romanzi è vissuto come una triste assenza. Spiega le tradizioni cilene, ne fa confronti con il prima e il dopo, e ne racconta aneddoti personali.
Insomma in questo romanzo l'autrice narra tutto ciò che le ricorda la sua antica patria, compreso le fantasticherie che lei stessa ha creato e che ha finito per credere vere.

## Edizioni in italiano
- Isabel Allende, Il mio paese inventato, traduzione di Tiziana Gibilisco, Milano: Feltrinelli, 2003
- Isabel Allende, Il mio paese inventato, traduzione dallo spagnolo di Tiziana Gibilisco, Torino: Gedi, 2022